# Kawi-Butak
Kawi-Butak je dlouhodobě nečinný (možná vyhaslý) sopečný komplex v centrální části indonéského ostrova Jáva, asi 20 km východně od sopky Kelut. Tvoří ho dvojice stratovulkánů: Butak (2 868 m) a Kawi (2 551 m). Kdy došlo k poslední erupci, není známo. Odhady hovoří o holocénu.